# Jakob Dautel

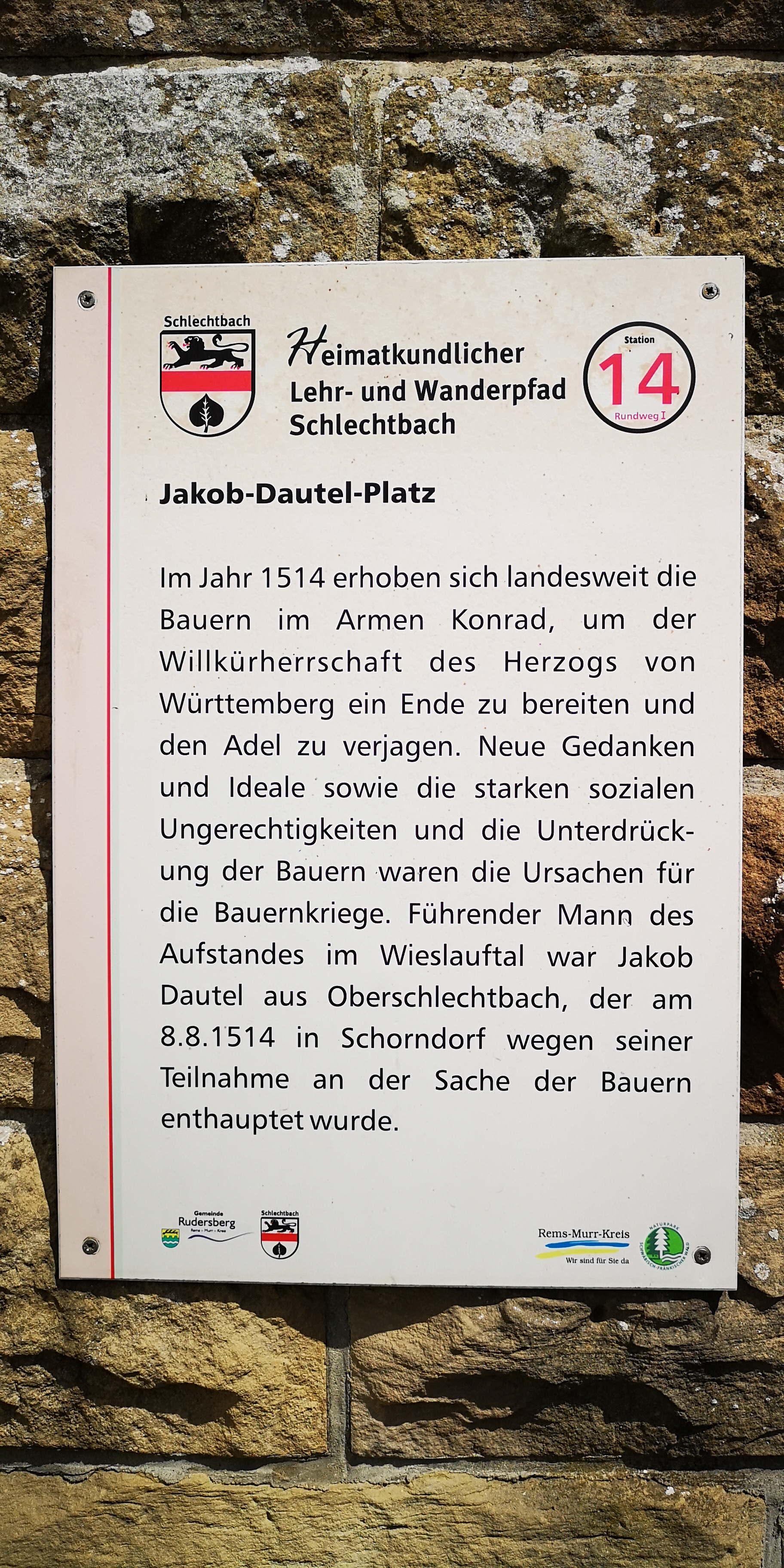

Jakob Dautel († 8. August 1514 in Schorndorf) war ein deutscher Bauer aus Oberschlechtbach. Er galt als einer der Anführer und Revolutionär des Armen Konrads gegen Herzog Ulrich von Württemberg und wurde auf dessen Befehl in Schorndorf mit zehn weiteren Aufständischen zum Tode durch Enthauptung durch das Schwert verurteilt.

## Jakob-Dautel-Medaille

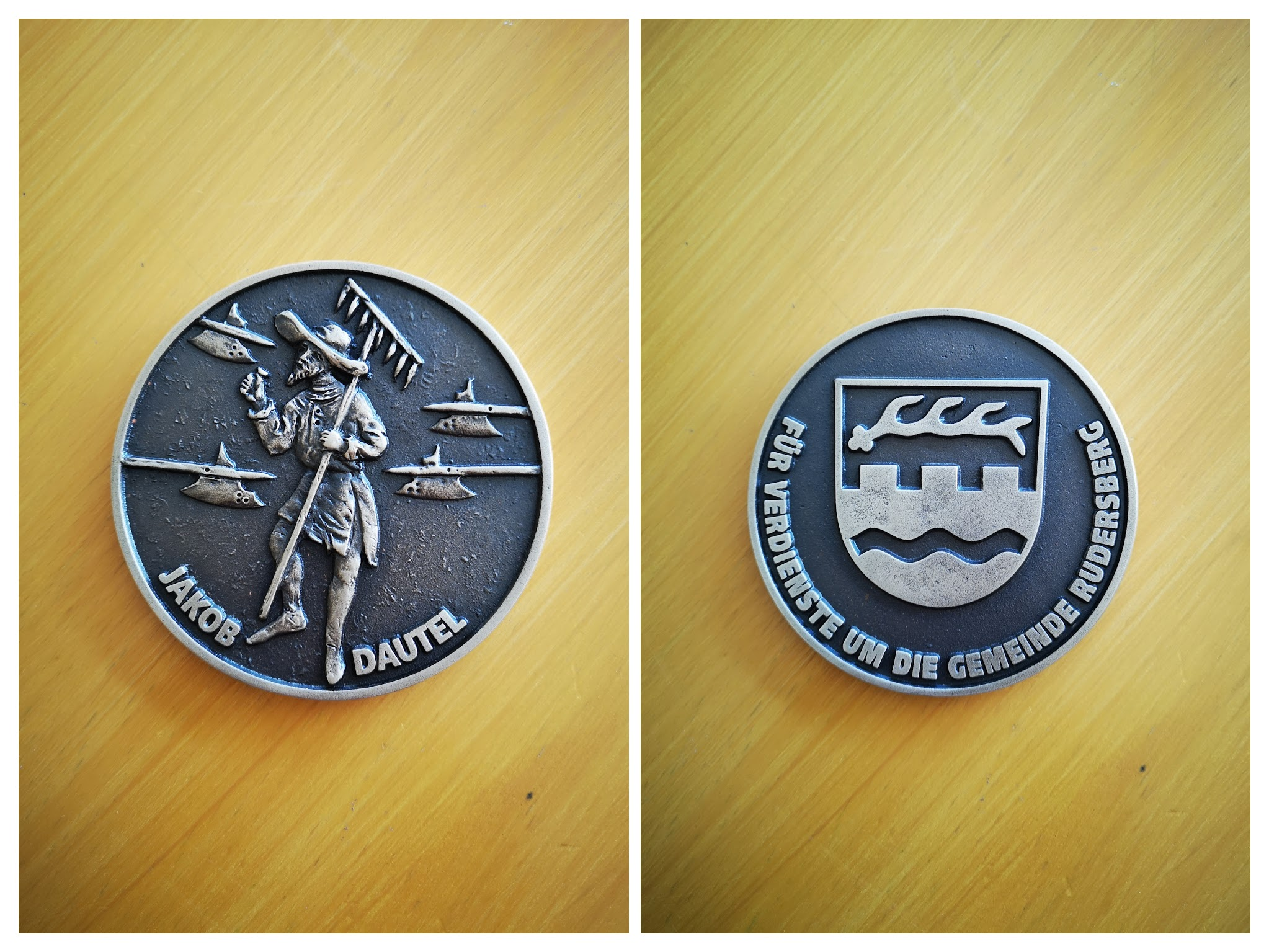
Jakob-Dautel-Medaille der Gemeinde Rudersberg

Seit dem Jahr 2022 verleiht die Gemeinde Rudersberg eine Ehrenmedaille an Einzelpersonen sowie an Organisationen, die sich mit ihrem Engagement in der Gesellschaft verdient gemacht haben. Die aus Bronze gefertigte Medaille wurde vom Rudersberger Bildhauer und Künstler Lutz Thilo Mössle entworfen.

## Sonstiges
In Schlechtbach, einem Teilort der Gemeinde Rudersberg, ist ein Platz nach ihm benannt. Dem Gemeinderatsprotokoll vom 16. Juli 1963 ist zu entnehmen: „§ 7 Jakob-Dautel-Platz statt Kannenplatz - Besondere Beachtung findet der von Gemeinderat A. Schaal vorgetragene Antrag von Gotth. Bihlmaier, Oberschlechtbach, die dortige Ortsmitte - Kannenplatz - nach dem von Oberschlechtbach stammenden Jakob Dautel zu benennen.. .“